# Шарифи, Амредин
Амредин (Амриддин или Амируддин) Мухаммад Анвар Шарифи, коротко Амредин Шарифи (дари امرالدين شریفی; 2 июня 1992 года, Тегеран, Иран) — афганский футболист, атакующий полузащитник клуба «Фортис» и национальной сборной Афганистана.

## Биография
Родился в Тегеране в семье афганских беженцев, ещё ребёнком вернулся в Афганистан. С 2012 года по 2017 год выступал за ряд афганских клубов. Трёхкратный чемпион Афганской Премьер-лиги и двукратный лучший бомбардир чемпионата (2016 — 6 голов, 2017 — 5 голов). Лучший бомбардир международного турнира имени Шейха Камала 2017 (4 гола) в составе клуба «Шахин Асмайе».
С 2018 года игрок кыргызстанского клуба «Алай». По итогам сезона 2018 года стал вторым бомбардиром чемпионата Кыргызстана с 21 забитым мячом, а также со своей командой стал вице-чемпионом и финалистом Кубка Кыргызстана.
С 2013 года выступает за национальную сборную Афганистана. Свой первый гол забил 6 февраля 2015 года в ворота Пакистана.